# Raï N'B Fever
Raï N'B Fever est un collectif d'artistes de Raï, de RnB et de Hip-hop franco-maghrébin. Le nom du collectif est, comme il l'indique, un mélange des deux styles musicaux Raï et RnB. Le collectif compte en son sein une large palette d'artistes et de chanteurs réputés.

## Biographie

### Raï N'B Fever
En 2004, Kore et Skalp réalisent la compilation Raï N'B Fever,,. Le concept de l'album est de mélanger le Raï et le RnB, en réunissant des artistes de tout horizon tel que Faudel, Cheb Bilal, Magic System, Cheikha Rimitti, Mohamed Lamine, La Fouine, 113, Rohff, Leslie, Amine, Kayliah, Willy Denzey, Cheba Maria, Relic, Jmi Sissoko, Leila Rami, Yaleil ou encore Cheb Tarik. Le projet sort dans le commerce le 21 juin 2004, distribué par Small/Sony Music, sous le label Artop Records. Beaucoup de thèmes différents et variés y sont traités comme le déracinement, les origines, l'amour, la foi, l'espoir et la perte d'être proches. Représenté par les singles L'orphelin de Willy Denzey et Kader Riwan, Sobri de Leslie et Amine, Un gaou à oran de 113, Magic System et Mohamed Lamine et le 4e single Just married interprété par Relic et Amine, tous les titres ont bénéficié d'une très bonne exposition médiatique. De par son éclectisme, l'album a permis de mettre sur le devant de la scène médiatique le chanteur Amine, comme initiateur au style raï n'b.

### Raï N'B Fever 2
Kore, avec le label Columbia Records et Sony Music Entertainment, publie le 28 août 2006, la compilation Rai N'B Fever 2, où figurent de nombreux artistes internationaux invités par leurs maisons de disques, tels que Ricky Martin, Big Ali, Cheb Mami, Idir, Cheb Akil, Kelly Rowland, M. Pokora, Diam's, Reda Taliani, Amadou & Mariam et Douzi, Amerie et même le groupe Sniper. Le projet mettra en avant notamment Big Ali et Six coups MC. Il fait participer DJ Bellek, frère de Kore, en remplaçant Skalp qui a quitté le duo de producteurs. De par son éclectisme, l'album est certifié disque de platine en fin d'année par la SNEP avec plus de 200 000 exemplaires et a permis de mettre sur le devant de la scène médiatique tous les artistes. Cette 2e compilation est un grand succès.

### Raï N'B Fever, Vol.3
En 2008, le collectif de 35 artistes sort le 3e opus intitulé Raï N'B Fever, Vol.3, avec notamment Sinik et LIM, et se présente un an après au Palais Omnisports de Paris-Bercy le samedi 7 mars 2009 devant 12 000 spectateurs,. Cet 3e opus est certifié disque d'or en fin d'année par la SNEP. La compilation est donc un moins succès que l'ancienne..

### Raï N'B Fever, Vol.4
En avril 2011, un extrait du quatrième opus de la série de compilations du collectif est publiée. Entretemps, deux nouveaux singles — baptisé Loin chanté par Kenza Farah et Cheb Mami, et Ecoutez loin — sont publiés. En juillet 2011, Sexion d'Assaut est annoncé sur ce quatrième opus. Le collectif récidive donc à la fin de 2011 avec la sortie de Raï N'B Fever 4 après l'échec, sans succès.

### Le retour:20eanniversaire et Raï N'B Fever: Part 1
Après une période d’inactivité entre 2011 et 2024, le projet Raï N'B Fever a fait son grand retour en 2025. Le 13 février 2025, DJ Kore a célébré le 20e anniversaire de la compilation originale lors d’un concert unique à l’Olympia, à Paris. Cet événement a réuni de nombreux artistes, dont DJ Snake, Magic System, Leslie et Amine. En parallèle, DJ Kore a supervisé la production de Raï N'B Fever (Volume 5), dont la première partie, intitulée Raï N'B Fever : Part 1, est sortie le 14 février 2025. Ce nouvel opus poursuit l’exploration des fusions entre le Raï, le RnB et le Hip-hop, avec la participation des nouveaux artistes tels que ElGrande Toto, Hamza, Franglish et des artistes aux carrières déjà installés comme Leslie.

## Discographie

### Raï N'B Fever 2
Certification
| Pays          | Date | Certifications | Ventes  |
| ------------- | ---- | -------------- | ------- |
| France (SNEP) | 2006 | Platine        | 200 000 |

### Raï N'B Fever, Vol.3
Certification
| Pays          | Date | Certifications | Ventes  |
| ------------- | ---- | -------------- | ------- |
| France (SNEP) | 2009 | Or             | 100 000 |

## Membres
- 113
- Amel Bent
- Amerie
- Amine
- Amadou et Mariam
- Big Ali
- Balti
- Benjamin Tranié
- Cheb Akil
- Cheb Bilal
- Cheb Mami
- Cheba Maria
- Cheikha Rimitti
- Diam's
- DJ Kore
- DJ Skalp
- Douzi
- ElGrandeToto
- Franglish
- Faudel
- Idir
- K-Reen
- Kamelancien
- Kelly Rowland
- Kenza Farah
- Khaled
- L'Algérino
- Lacrim
- Lady Sweety
- La Fouine
- Le Rat Luciano
- Leslie
- LIM
- M. Pokora
- Magic System
- Melissa M
- Mister You
- Mohamed Lamine
- Najim
- Nessbeal
- OGB
- Omar et Fred
- Pitbull
- Psy 4 de la Rime
- Rappeur d'instinct
- Reda Taliani
- Relic
- Ricky Martin
- Rohff
- Sexion d'Assaut
- Shaggy
- Sinik
- Six Coups MC
- Sniper
- Sofiane
- Still Fresh
- TLF
- Vitaa
- Willy Denzey
- Zahouania

## Clips
- 2004 : L'orphelin avec Willy Denzey et Kader Riwan; vidéo réalisé par Tchad Nelson Brown.
- 2004 : Sobri avec Leslie et Amine; vidéo réalisé par Hamoudi Laggoune.
- 2004 : Un gaou à oran avec 113, Magic System et Mohamed Lamine; vidéo réalisé par David Tessier.
- 2004 : Just Married avec Relic et Amine; vidéo réalisé par Nathanael Gey.
- 2006 : C cho ça brule avec Big Ali, Magic System, Cheb Bilal et Cheb Akil; vidéo réalisé par Bryce Stone & Thierry Vergnes.
- 2006 : Sobri 2 avec Leslie et Amine; vidéo réalisé par Siraj Jhaveri.
- 2008 : Bienvenue chez les bylkas avec Sinik, Big Ali et Cheb Bilal; vidéo réalisé par Jean-Baptiste Lecanuet.
- 2009 : Méme pas fatigué avec Magic System et Khaled; vidéo réalisé par Clément Chabault.
- 2011 : Le monde de la nuit avec GSX et Cheb Khalass;
- 2012 : Alabina beach avec Amine & Kulture Shock;
- 2024 : Lalla avec Hamza; vidéo réalisé par Chndy.
- 2024 : Ana wana avec Rim'K & Cheb Abbes; vidéo réalisé par mon_cef.
- 2024 : Dans les veines avec Leslie & Franglish; vidéo réalisé par Darius Salimi.
- 2025 : Brrr avec Alonzo & ElGrandeToto; vidéo réalisé par Keasy.
- 2025 : Cinéma avec Sofiane, Djam & TiMoh; vidéo réalisé par Marceau Uguen.